# Eikan (Ära)
Eikan (japanisch 永観) ist eine japanische Ära (Nengō) von  Dezember 983 bis Mai 985 nach dem gregorianischen Kalender. Der vorhergehende Äraname ist Tengen, die nachfolgende Ära heißt Kanna. Die Ära fällt in die Regierungszeit der Kaiser (Tennō) En’yū und Kazan.
Der erste Tag der Eikan-Ära entspricht dem 29. Mai 983, der letzte Tag war der 18. Mai 985. Die Eikan-Ära dauerte drei Jahre oder 721 Tage.

## Ereignisse
- 983 Der Mönch Chōnen der Tendai-Richtung des Buddhismus bricht mit einigen Schülern nach China auf
- Minamoto no Tamenori verfasst das Sambō Ekotoba (三宝絵詞, deutsch: „Drei Kleinode in Wort und Bild“) für eine Tochter des Reizei-Tennōs[2]